# Chen Yang
Chen Yang (15 de fevereiro de 1997) é uma jogadora de hóquei sobre a grama chinesa.

## Carreira
Após ser convocada pela primeira vez para integrar a seleção da China, Yang participou da Copa do Mundo de 2018 e dos Jogos Olímpicos de 2020.
Nos Jogos Olímpicos de Verão de 2024, em Paris, conquistou a medalha de prata no torneio feminino do hóquei sobre a grama, após confronto na final contra a equipe holandesa por pênaltis.